# Malá Liubasha
Malá Liubasha (ucraniano: Мала́ Люба́ша; polaco: Mała Lubasza) es un municipio rural y pueblo de Ucrania, perteneciente al raión de Rivne de la óblast de Rivne.
En 2018, el municipio tenía una población de 5768 habitantes, de los cuales algo más de mil vivían en el propio pueblo y el resto repartidos en diez pedanías. El municipio se fundó en 2017 mediante la fusión de los hasta entonces consejos rurales de Malá Liubasha, Mashcha y Myrne. Además de estos tres pueblos, pertenecen al municipio otros ocho: Borshchivka, Hlazheva, Danchymist, Kamyaná Hora, Lisópil, Mokvýn, Novi Berestovets y Tyje.
Se conoce la existencia del pueblo en documentos desde 1629. En la partición de 1795 pasó a formar parte del Imperio ruso, que lo integró en la vólost de Tuchyn de la gobernación de Volinia. Desde 1949 se desarrolló como sede de un artel, que se acabó integrando en el koljós de Kostópil, ciudad vecina que hizo que Malá Liubasha se desarrollara como periferia urbana. Antes de la fundación del actual municipio en 2017, Malá Liubasha era sede de un consejo rural en el raión de Kostópil, que únicamente incluía como pedanías a Borshchivka y Lisópil.
El pueblo se ubica a orillas del río Zamchysko, en la periferia suroriental de Kostópil.